# Omar Ali Saifuddien III
Omar Ali Saifuddien Sa'adul Khairwaddien III, GCVO, KCMG (23 de septiembre de 1914 – 7 de septiembre de 1986) nació en Istana Kota, Kampong Sultán Lama, Brunéi Town (ahora Bandar Seri Begawan). Fue instalado como el 28º Sultán de Brunéi el 4 de junio de 1950. Fue coronado el 31 de mayo de 1951.

## Primeros años
Pengiran Muda Omar Ali Saifuddien nació en Istana Kota, Kampong Sultan Lama, Brunei Town el 3 de Zulkaedah 1332 Hijrah, correspondiente al 23 de septiembre de 1914. Fue el segundo de diez hijos del sultán Muhammad Jamalul Alam II y Raja Isteri Fatimah.

## Experiencias profesionales
Omar Ali Saifuddien estudió en el Malay College Kuala Kangsar en Perak, Malasia británica de 1932 a 1936. Después de terminar la educación en Malasia, regresó a Brunéi en 1936 para trabajar en el Departamento Forestal de Kuala Belait como oficial cadete. 
En 1938, fue transferido al Departamento Judicial, también en Kuala Belait en 1937. Aquí, pudo aprender sobre el Código de Procedimiento Penal y Civil del Residente Británico Asistente, Hughes-Hallet. Permaneció allí hasta 1938.

## Títulos y tratamientos
Esta tabla aún no está actualizada. Puedes contribuir aportando información sobre títulos y tratamientos de esta persona.